# Jerzy Wiechowski
Jerzy Wiechowski (ur. 10 sierpnia 1932 w Golczowicach, zm. 18 grudnia 1998 w Sanoku) – polski inżynier architekt, rysownik.

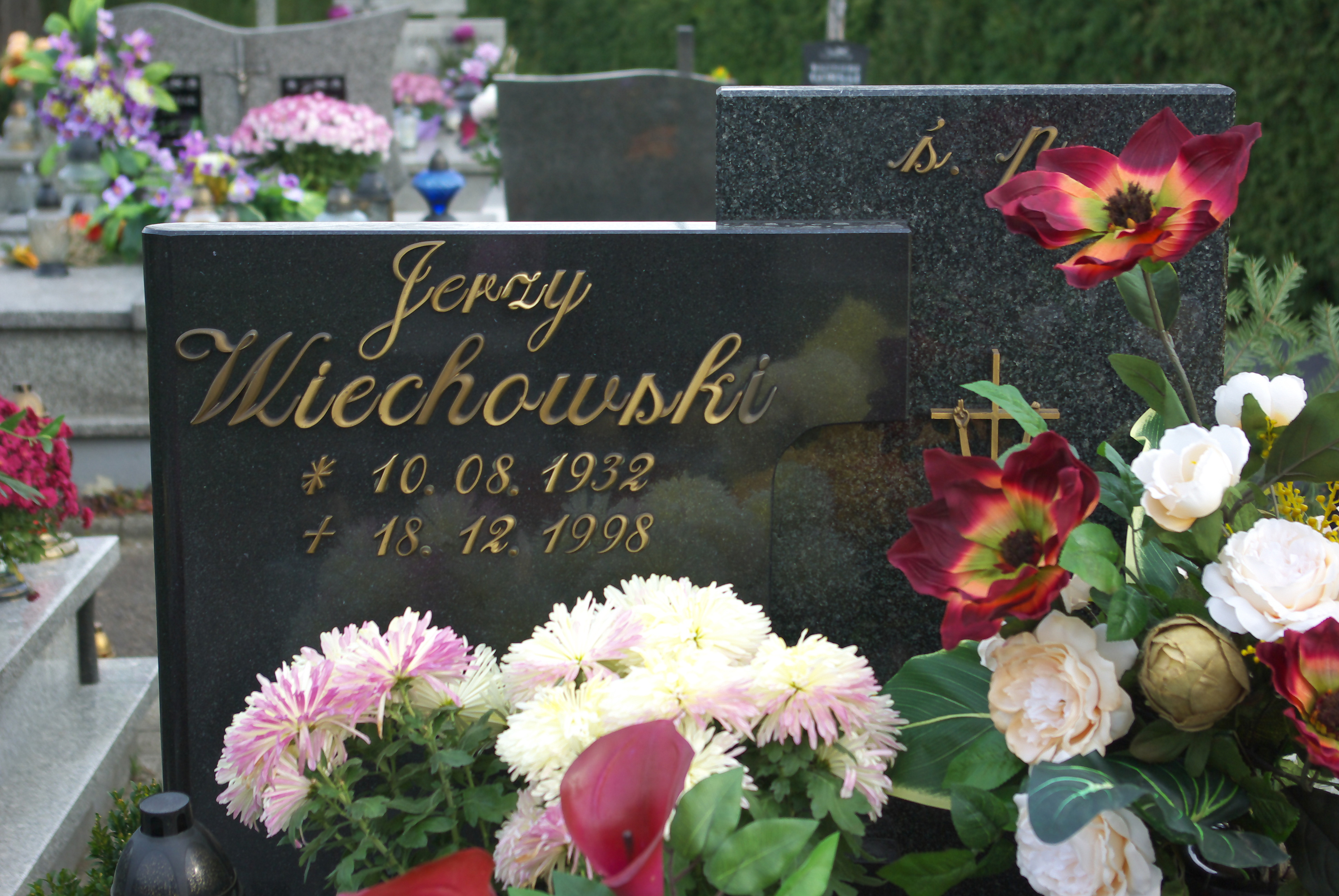
Grób Jerzego Wiechowskiego w Sanoku

## Życiorys
Urodził się w 1932 w Golczowicach. Został absolwentem Wydziału Architektury na Politechnice Warszawskiej z tytułem inżyniera architekta. Od 1962 zamieszkiwał w Sanoku. Był zatrudniony w Autosanie i Urzędzie Rejonowym.
Był autorem projektu Kościoła Matki Bożej Różańcowej w Średnim Wielkim. Pełnił stanowisko kierownika pracowni „Inwestprojekt” w Rzeszowie oraz w Sanoku. Od połowy lat 70. kierował zespołem projektantów architektonicznych osiedla Waryńskiego w Sanoku (dzielnica Błonie). Był autorem projektu kompleksu budynków administracyjno-usługowych (1977), zlokalizowanych przy ulicy Tadeusza Kościuszki 25 w Sanoku (siedziba PZU). W latach 80. działał w zespole odpowiedzialnym za projektowanie osiedla mieszkaniowego przy ulicy Juliusza Słowackiego w Sanoku.
Był autorem rysunków i grafik przedstawiających miasto Sanok (w tym stara zabudowa, kapliczki). Wystawa rysunków architektury sanockiej była zorganizowana w Muzeum Historycznym w Sanoku. Wydał albumy pt. Sanok ginący oraz Kapliczki Sanoka. W latach 90. rysunki Jerzego Wiechowskiego były regularnie publikowane w „Tygodniku Sanockim” w rubrykach pt. Kapliczki Sanoka oraz Ginący Sanok.
Jerzy Wiechowski zmarł w 1998 w Sanoku. Został pochowany na Cmentarzu Centralnym w Sanoku.